# Jean-Marie Benoît
Jean-Marie Benoît est un guitariste, compositeur et acteur canadien né le 23 décembre 1954 à Drummondville et mort le 5 août 2009 au Lac-Brome.

## Biographie
Il est originaire de Drummondville (Québec). Guitariste et compositeur, il a accompagné plusieurs grands artistes tels Robert Charlebois, Gilles Rivard, Diane Tell, Toulouse, Francois Guy, le spectacle 1 fois 5 (1976), Nicole Martin (pour qui il a aussi composé une chanson, Pour une fois, parue en 1982 sur l'album Une affaire de cœur), Ginette Reno, Diane Dufresne (sur son album Turbulences paru en 1982), Céline Dion et Garou. Il a été musicien sur de nombreux albums du pianiste André Gagnon, notamment les albums Virage à gauche (1981) et Comme dans un film (1986). Il a aussi collaboré à Starmania et au Cirque du Soleil. Il s'est fait connaître comme chef d'orchestre pour différentes émissions de télévision et comme compositeur de musique de film et de séries télévisées. Il est mort le 5 août 2009 à 54 ans, d'une crise cardiaque.

## Filmographie

### Comme compositeur
- 1989 : Jésus de Montréal
- 1990 : Un autre homme
- 1990 : Ding et Dong, le film
- 1994 : Reality Show (Louis 19, le roi des ondes)
- 1996 : Urgence ("Urgence") (série TV)
- 1997 : La Conciergerie
- 2002 : Agent of Influence (téléfilm)
- 2003 : La Grande Séduction
- 2006: Histoire de famille (film et série télé)
- 2006: Tipping Point (téléfilm)
- 2008: Cruising Bar 2

### Comme acteur
- 1985 : Night Magic : Guitarist